# 207563 Toscana
207563 Toscana este o planetă minoră (asteroid), cu un diametru de 4,363 km, din centura de asteroizi. A fost descoperită pe 1 august 2006 la Borbona de Vincenzo Silvano Casulli⁠(d). 
Obiectul prezintă o orbită caracterizată de o semiaxă mare de 2,8973467049311 UAi, o excentricitate de 0,06, o înclinație de 3,3 ° în raport cu ecliptica.